# Canton de Saint-Vallier (Saône-et-Loire)
Pour les articles homonymes, voir Canton de Saint-Vallier.
Le canton de Saint-Vallier est une circonscription électorale française du département de Saône-et-Loire.

## Histoire
Un nouveau découpage territorial du département de Saône-et-Loire entre en vigueur à l'occasion des élections départementales de 2015. Il est défini par le décret du 18 février 2014, en application des lois du 17 mai 2013 (loi organique 2013-402 et loi 2013-403). Les conseillers départementaux sont, à compter de ces élections, élus au scrutin majoritaire binominal mixte. Les électeurs de chaque canton élisent au Conseil départemental, nouvelle appellation du Conseil général, deux membres de sexe différent, qui se présentent en binôme de candidats. Les conseillers départementaux sont élus pour 6 ans au scrutin binominal majoritaire à deux tours, l'accès au second tour nécessitant 12,5 % des inscrits au 1er tour. En outre la totalité des conseillers départementaux est renouvelée. Ce nouveau mode de scrutin nécessite un redécoupage des cantons dont le nombre est divisé par deux avec arrondi à l'unité impaire supérieure si ce nombre n'est pas entier impair, assorti de conditions de seuils minimaux. En Saône-et-Loire, le nombre de cantons passe ainsi de 57 à 29.
Le canton de Saint-Vallier est formé de cinq communes et partagé entre l'arrondissement de Chalon-sur-Saône (1 commune) et l'arrondissement de Charolles (4 communes). Le bureau centralisateur est situé à Saint-Vallier.

## Représentation
| Période élective | Période élective | Mandat | Mandat   | Identité        | Nuance | Nuance | Qualité |
| ---------------- | ---------------- | ------ | -------- | --------------- | ------ | ------ | --- |
| 2015             | 2021             | 2015   | 2021     | Eda Berger      |        | PCF    | Secrétaire retraitée, Saint-Vallier                                                                                     |
| 2015             | 2021             | 2015   | 2021     | Alain Philibert |        | PCF    | Enseignant Maire de Saint-Vallier depuis 2000 Ancien conseiller général du Canton de Montceau-les-Mines-Sud (2001-2015) |
| 2021             | 2028             | 2021   | en cours | Viviane Perrin  |        | DVG    | Première adjointe au maire de Sanvignes-les-Mines                                                                       |
| 2021             | 2028             | 2021   | en cours | Alain Philibert |        | PCF    | Conseiller sortant |

### Résultats détaillés

#### Élections de mars 2015
À l'issue du 1er tour des élections départementales de 2015, deux binômes sont en ballottage : Eda Berger et Alain Philibert (FG, 27,5 %) et Hélène Gaufichon et Jean-Claude Lagrange (PS, 26,59 %). Le taux de participation est de 48,22 % (6 962 votants sur 14 437 inscrits) contre 50,75 % au niveau départemental et 50,17 % au niveau national.
Au second tour, Eda Berger et Alain Philibert (FG) sont élus avec 55,3 % des suffrages exprimés et un taux de participation de 43,69 % (2 956 voix pour 6 307 votants et 14 437 inscrits).

#### Élections de juin 2021
Le premier tour des élections départementales de 2021 est marqué par un très faible taux de participation (33,26 % au niveau national). Dans le canton de Saint-Vallier (Saône-et-Loire), ce taux de participation est de 25,56 % (3 495 votants sur 13 673 inscrits) contre 32,7 % au niveau départemental. À l'issue de ce premier tour, deux binômes sont en ballottage : Viviane Perrin et Alain Philibert (DVG, 45,28 %) et Jocelyne Lorphelin et Franck Pieta (RN, 25,31 %).
Le second tour des élections est marqué une nouvelle fois par une abstention massive équivalente au premier tour. Les taux de participation sont de 34,36 % au niveau national, 33,9 % dans le département et 27,85 % dans le canton de Saint-Vallier (Saône-et-Loire). Viviane Perrin et Alain Philibert (DVG) sont élus avec 67,26 % des suffrages exprimés (2 356 voix pour 3 809 votants et 13 677 inscrits),,.

## Composition
Le canton de Saint-Vallier comprend cinq communes entières.
| Nom                                   | Code Insee | Intercommunalité    | Superficie (km2) | Population (dernière pop. légale) | Densité (hab./km2) | Modifier                                    |
| ------------------------------------- | ---------- | ------------------- | ---------------- | --------------------------------- | ------------------ | ------------------------------------------- |
| Saint-Vallier (bureau centralisateur) | 71486      | CU Creusot Montceau | 24,21            | 8 508 (2022)                      | 351                | modifier les données · modifier les données |
| Ciry-le-Noble                         | 71132      | CU Creusot Montceau | 33,07            | 2 213 (2022)                      | 67                 | modifier les données · modifier les données |
| Génelard                              | 71212      | CU Creusot Montceau | 22,13            | 1 407 (2022)                      | 64                 | modifier les données · modifier les données |
| Perrecy-les-Forges                    | 71346      | CU Creusot Montceau | 33,82            | 1 546 (2022)                      | 46                 | modifier les données · modifier les données |
| Sanvignes-les-Mines                   | 71499      | CU Creusot Montceau | 35,48            | 4 265 (2022)                      | 120                | modifier les données · modifier les données |
| Canton de Saint-Vallier               | 7128       |                     | 148,71           | 17 939 (2022)                     | 121                | modifier les données                        |

## Démographie
En 2022, le canton comptait 17 939 habitants, en évolution de −2,29 % par rapport à 2016 (Saône-et-Loire : −1,06 %, France hors Mayotte : +2,11 %).
| 2013   | 2018   | 2022   |
| ------ | ------ | ------ |
| 18 684 | 18 166 | 17 939 |